# バティスト・セラン
バティスト・セラン（Baptiste Serin、1994年6月20日 - ）は、トップ14RCトゥーロンに所属するラグビー選手。

## プロフィール
- フランス、ラ・テスト＝ド＝ビュック出身。
- ポジションはスクラムハーフ(SH)。
- 身長 180cm、体重 76kg
- U20フランス代表に選ばれたことがある[1]。
- フランス代表キャップは42（2021年4月現在）でラグビーワールドカップ2019のフランス代表に選ばれた[2]。

## 略歴
ボルドーを経て、2019年、RCトゥーロンに加入。